# Saint-Mayeux
Saint-Mayeux [sɛ̃majø] (Sant-Vaeg en breton) est une commune française située en Argoat, dans le département des Côtes-d'Armor, en région Bretagne.
Ses habitants s'appellent les Mayochins et les Mayochines. Au recensement de 2022, ils étaient 460.

## Géographie

### Description

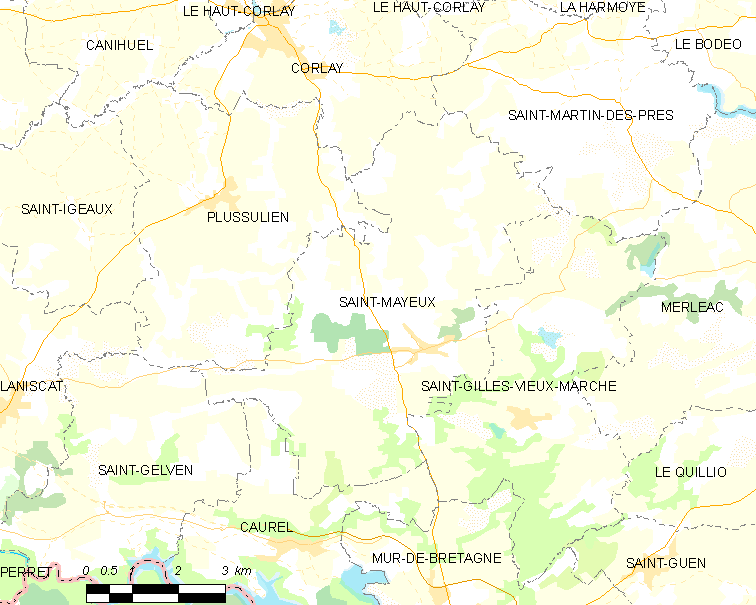
Carte de l'ancienne commune de Saint-Mayeux et des communes avoisinantes.

Saint-Mayeux est accessible par la route départementale 76, entre Laniscat et le hameau de Keryhouée, ou par la RD 69, entre Saint-Gilles-Vieux-Marché et le hameau de Kerguiel.
| Plussulien           | Corlay       | Saint-Martin-des-Prés     |
| Bon Repos sur Blavet | Saint-Mayeux | Saint-Gilles-Vieux-Marché |
|                      | Caurel       | Mûr-de-Bretagne           |

### Hydrographie
Pour un article plus général, voir Réseau hydrographique des Côtes-d'Armor.
La commune est située dans le bassin Loire-Bretagne. Elle est drainée par le Daoulas et un autre petit cours d'eau,.
Le Daoulas, d'une longueur de 19 km, prend sa source dans la commune  et se jette  dans le canal de Nantes à Brest à Bon Repos sur Blavet. 
Un plan d'eau complète le réseau hydrographique : l'étang de la Martyre, d'une superficie totale de 6,6 ha (0 ha sur la commune),.

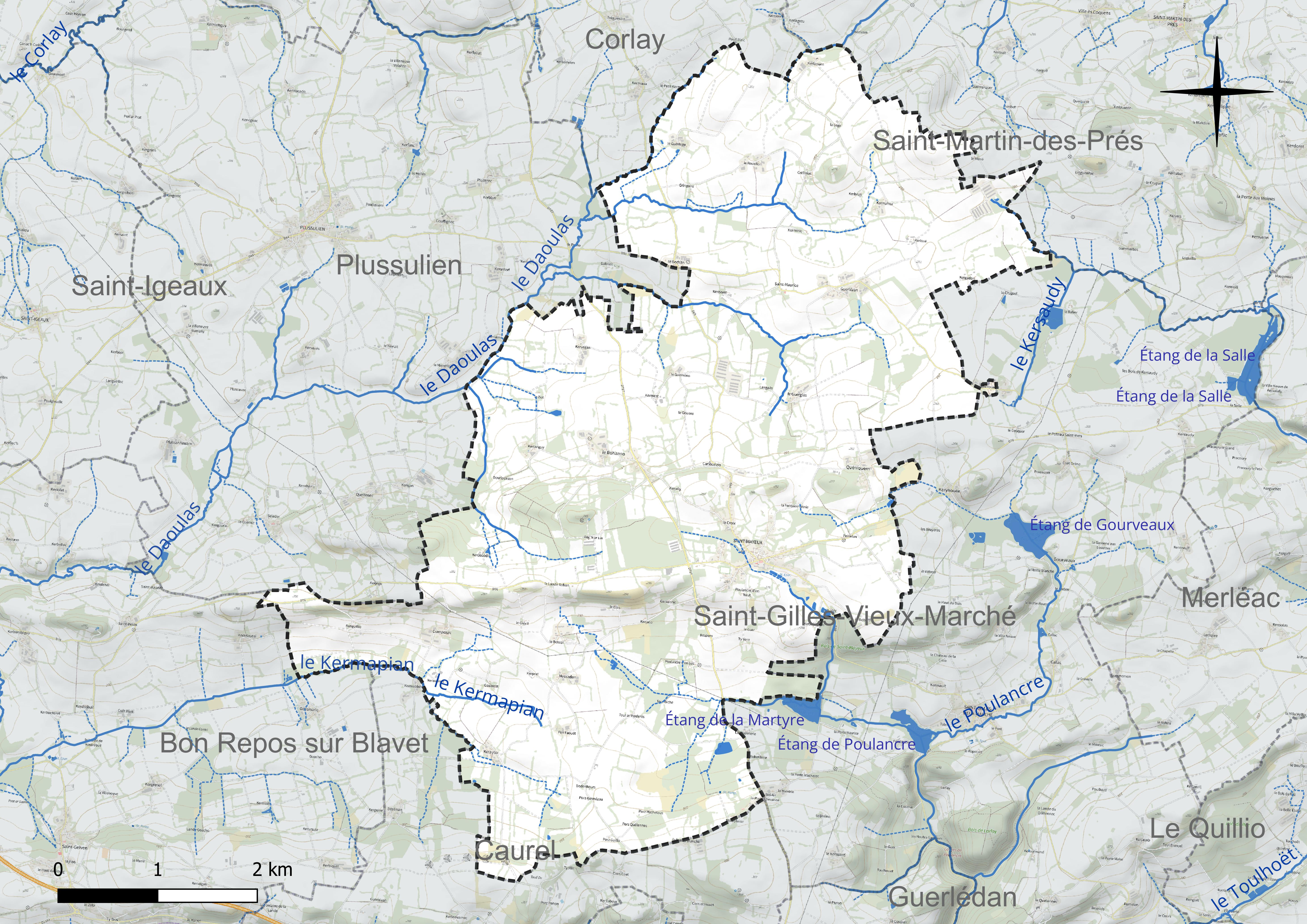
Réseau hydrographique de Saint-Mayeux.

### Climat
Pour des articles plus généraux, voir Climat de la Bretagne et Climat des Côtes-d'Armor.
En 2010, le climat de la commune est de type climat océanique franc, selon une étude du CNRS s'appuyant sur une série de données couvrant la période 1971-2000. En 2020, Météo-France publie une typologie des climats de la France métropolitaine dans laquelle la commune est exposée à un climat océanique et est dans la région climatique  Finistère nord, caractérisée par une pluviométrie élevée, des températures douces en hiver (6 °C), fraîches en été et des vents forts. Parallèlement l'observatoire de l'environnement en Bretagne publie en 2020 un zonage climatique de la région Bretagne, s'appuyant sur des données de Météo-France de 2009. La commune est, selon ce zonage, dans la zone « Intérieur », exposée à un climat médian, à dominante océanique.  
Pour la période 1971-2000, la température annuelle moyenne est de 10,5 °C, avec une amplitude thermique annuelle de 12,2 °C. Le cumul annuel moyen de précipitations est de 1 033 mm, avec 15,7 jours de précipitations en janvier et 8,1 jours en juillet. Pour la période 1991-2020, la température moyenne annuelle observée sur la station météorologique la plus proche, située sur la commune de Kerpert à 16 km à vol d'oiseau, est de 10,8 °C et le cumul annuel moyen de précipitations est de 1 088,9 mm,. Pour l'avenir, les paramètres climatiques de la commune estimés pour 2050 selon différents scénarios d'émission de gaz à effet de serre sont consultables sur un site dédié publié par Météo-France en novembre 2022.

## Urbanisme

### Typologie
Au 1er janvier 2024, Saint-Mayeux est catégorisée commune rurale à habitat très dispersé, selon la nouvelle grille communale de densité à 7 niveaux définie par l'Insee en 2022.
Elle est située hors unité urbaine et hors attraction des villes,.

### Occupation des sols
L'occupation des sols de la commune, telle qu'elle ressort de la base de données européenne d’occupation biophysique des sols Corine Land Cover (CLC), est marquée par l'importance des territoires agricoles (90 % en 2018), une proportion sensiblement équivalente à celle de 1990 (90,2 %). La répartition détaillée en 2018 est la suivante : 
terres arables (53,9 %), prairies (23,5 %), zones agricoles hétérogènes (12,7 %), forêts (8 %), zones urbanisées (1,1 %), milieux à végétation arbustive et/ou herbacée (0,9 %). L'évolution de l’occupation des sols de la commune et de ses infrastructures peut être observée sur les différentes représentations cartographiques du territoire : la carte de Cassini (XVIIIe siècle), la carte d'état-major (1820-1866) et les cartes ou photos aériennes de l'IGN pour la période actuelle (1950 à aujourd'hui).

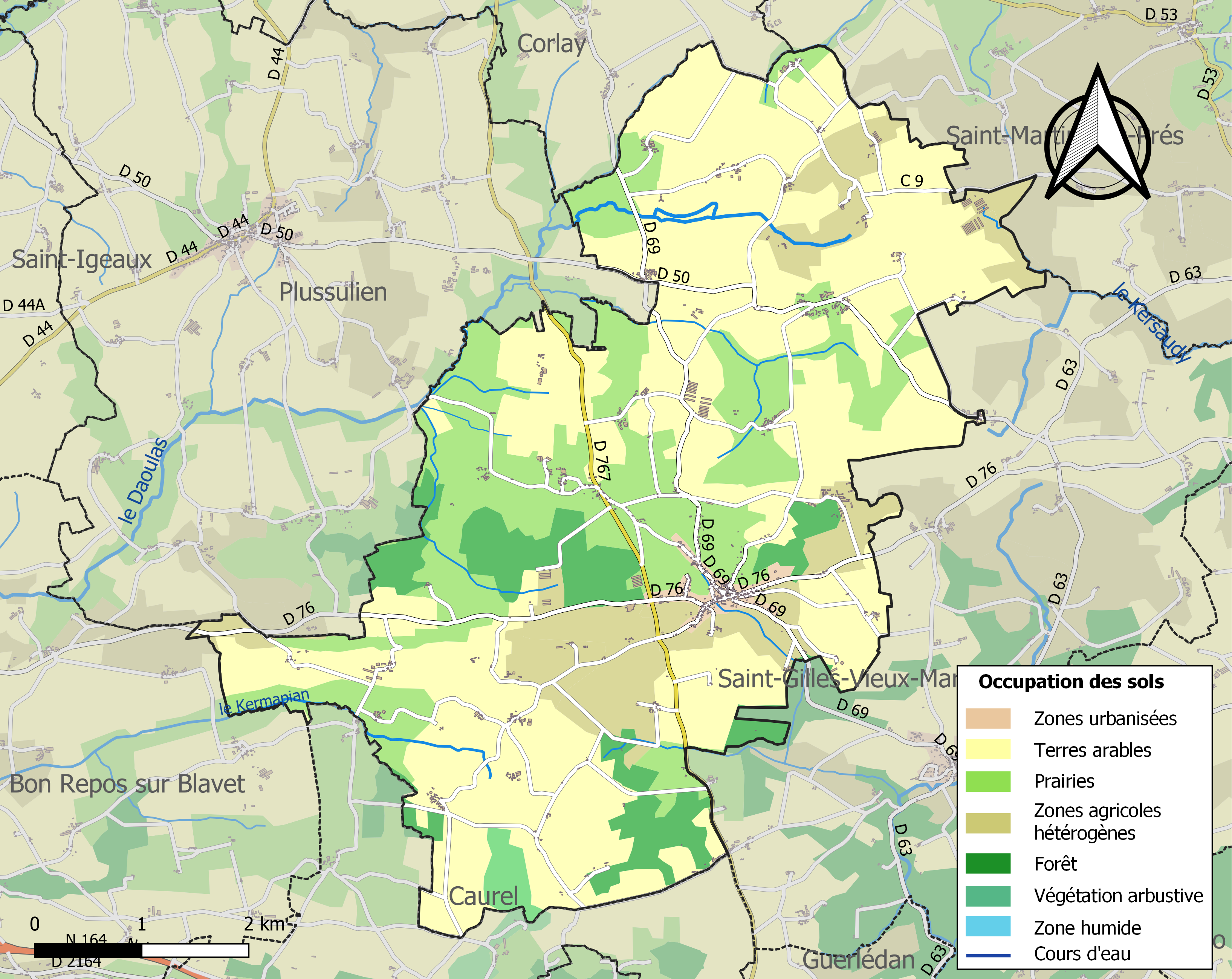
Carte des infrastructures et de l'occupation des sols de la commune en 2018 (CLC).

## Toponymie
Le nom de la localité est attesté sous les formes Parochia de Sancto Maec en 1245, Parochia de Sancto Maioco en 1284, Villa, Parochia Sancti Maioci en 1286, Sanctus Maeocus en 1368, ecclesia de Sancto Maeco au XIVe siècle, Saint-Maeuc en 1546, Sainct Meac en 1535 et en 1574, Saint-Meac en 1631 et en 1679.

On rencontre les formes Saint-Mayeuc et Saint-Mayeux dès le XVIIIe siècle.
Le nom de la commune proviendrait de saint Mayeux, saint breton peu connu, également dénommé saint Mieux, saint Maeoc, saint Maëc, saint Nic, etc.[réf. nécessaire]
En langue bretonne, le nom de la commune est Sant-Maeg (autrefois Sant-Vek).

## Histoire

### Préhistoire

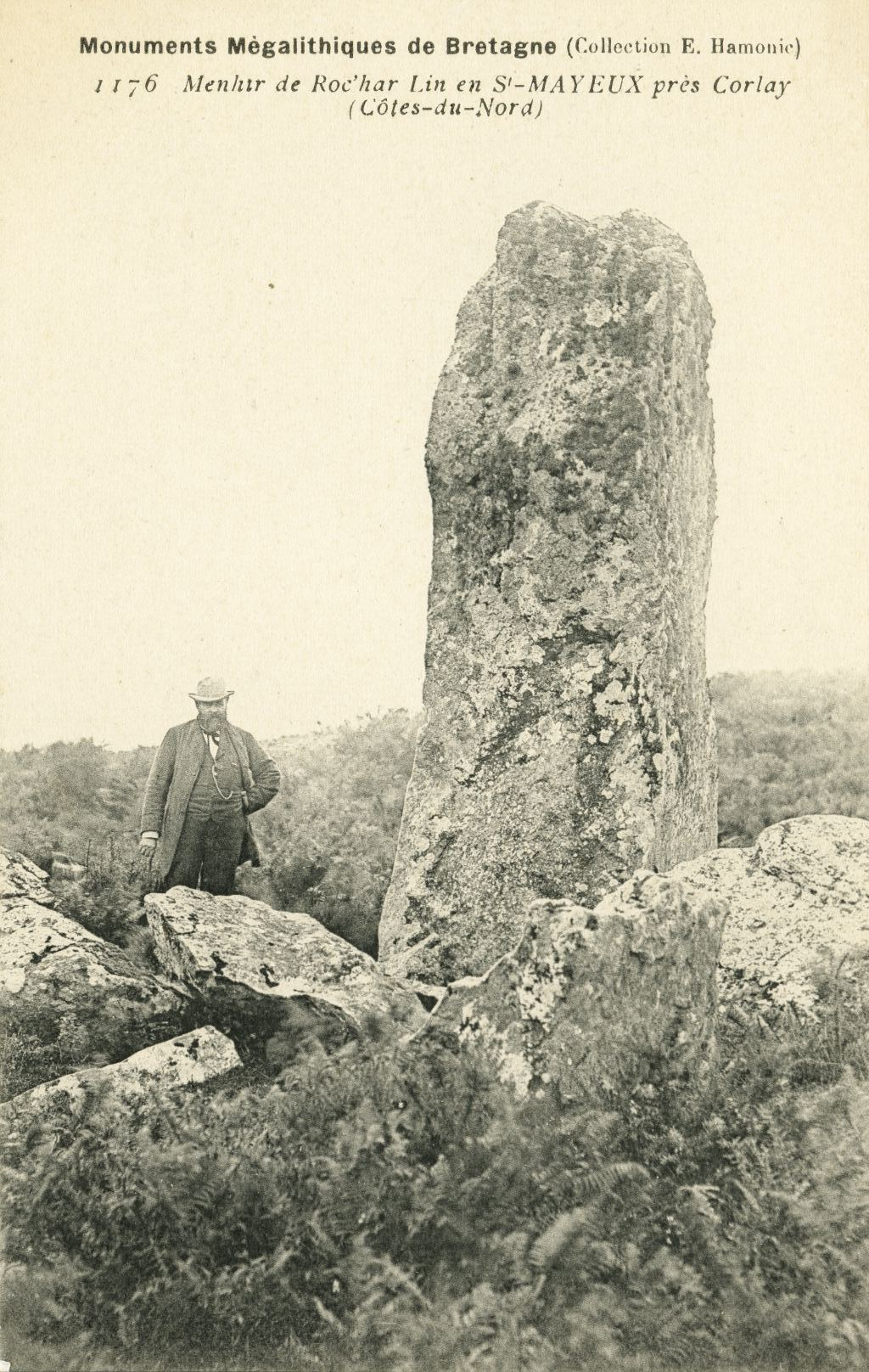
Un des menhirs de Roch-ar-Lin (carte postale Émile Hamonic).

L'occupation du territoire de Saint-Mayeux au néolithique est attestée par des menhirs et des allées couvertes, notamment la chaise en escalier de Roc'h-ar-Lin, entre les hameaux de Poulancre et Rohanno.

### Moyen Âge
Sous l'Ancien Régime, Saint-Mayeux était une paroisse issue du démembrement de la paroisse de l'Armorique primitive de Plussulien. Elle faisait partie du diocèse de Quimper, et avait pour trèves : Caurel et Saint-Gilles-Vieux-Marché.
Le manoir de Saint-Dridan appartenait en 1450 à Henri Rousseau.
Selon un aveu de 1471 la châtellenie de Corlay , un des trois membres de la vicomté de Rohan comprenait 12 paroisses ou trèves : « Corlé [Corlay]  (résidence seigneuriale), Saint-Martin-des-Prés, Merléac, le Quilio, Saint-Mayeuc, Saint-Gilles-Vieux-Marché, Caurel, Laniscat, Saint-Guelven, Rosquelfen, Saint-Igeau, Plussulien ».

### Temps modernes
Jean-Baptiste Ogée décrit ainsi Saint-Mayeux en 1778 :

« Saint-Mayeux ; à 18 lieues à l'est-Nord-est de Quimper, son évêché ; à 22 lieues de Rennes ; et à 4 lieues de Quintin, sa subdélégation. Cette paroisse ressortit à Ploërmel, et compte 1 700 communiants, y compris ceux de Caurel et du Vieux-Marché, ses trèves ; la cure est à l'alternative. Le territoire offre à la vue des terres en labeur, quelques prairies, beaucoup de landes et des mines de fer. »

### LeXIXesiècle
En juin 1806, la majeure partie de l'ancienne église s'étant écroulée, lors de la démolition de la tour ancienne et du clocher, le maire demanda de transporter le culte dans la chapelle Saint-Maurice. On commença les travaux de restauration rapidement grâce à la récupération du clocher de l'abbaye de Bon-Repos, démonté, puis remonté, pierre par pierre. 
A. Marteville et P. Varin, continuateurs d'Ogée, décrivent ainsi Saint-Mayeux en 1845 :

« Saint-Mayeux ; commune formée de l'ancienne paroisse de ce nom, moins Vieux-Marché [Saint-Gilles-Vieux-Marché] et Caurel, ses trèves ; aujourd'hui succursale. (...) Principaux villages : Kerloué, Kerbrun, Kerlio, Kerfaouen, Créfiniac, le Rouello, Guernigo, le Bothan, Kercado, Guernezan, le Guerglas, Kerdoret, Guerveno, Kermest, Gueniguern, Poulancre, Carloëzio, Rohanno, Kervégan, Kertanguy, Garzanic, Nessaden, le Clos, Kerauter, Crampoizic, Keraudren, Botquillio. Superficie totale : 3 097 hectares, dont (...) terres labourables 1 549 ha, prés et pâturages 438 ha, bois 46 ha, vergers et jardins 41 ha, Landes et incultes 804 ha (...). Moulins : 2 (de Bourlousson, à eau). Il y a dans cette commune, en outre de l'église, la chapelle Saint-Mathurin. La route de Corlay à Pontivy la traverse de l'est-nord-est à l'ouest-nord-ouest. Géologie : schiste talqueux, grès et poudingue. On parle le breton. »

Joachim Gaultier du Mottay décrit Saint-Mayeux en 1862 :

« Saint-Mayeux (...) ; traversée par la route impériale n° 167 (...). On parle le breton. Territoire très élevé et très montueux dans la direction de l'est à l'ouest. Terres généralement bien travaillées, mais situées au milieu d'une grande étendue de landes. Bois du Couedic et de Poulancre. (...). Dans le cimetière on remarque une belle croix en granite »

En 1890, l'abbé Claude Guitterel (1843-1925), recteur de Saint-Mayeux, a publié un recueil de cantiques en breton : Kantikou Zan-Vek zavet gant ann Otrou Guitterel, belek. Moulet evit ann eil gwech.

### LeXXesiècle

#### La Belle Époque

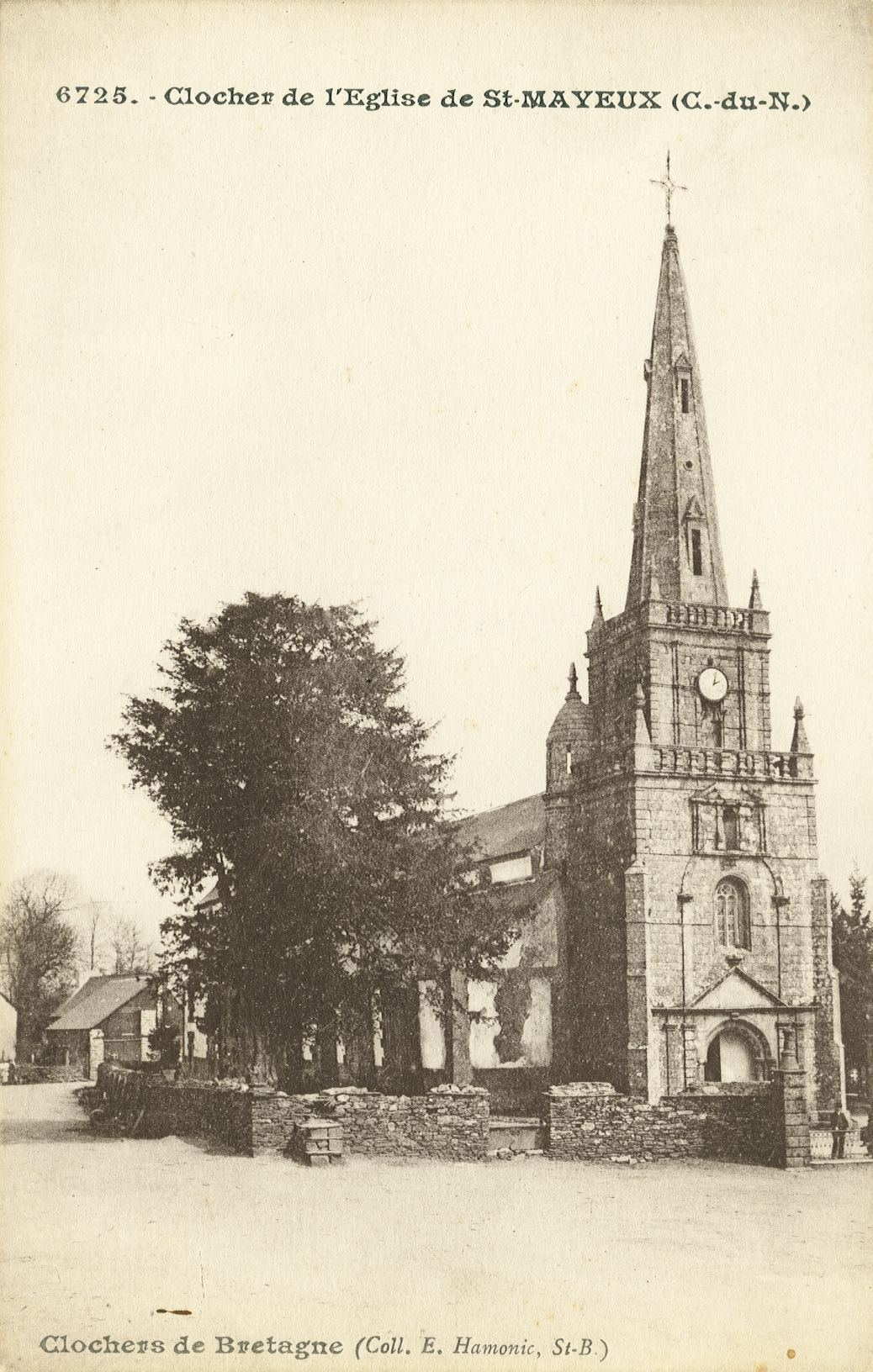
Le clocher de l'église paroissiale (carte postale Émile Hamonic, vers 1910).
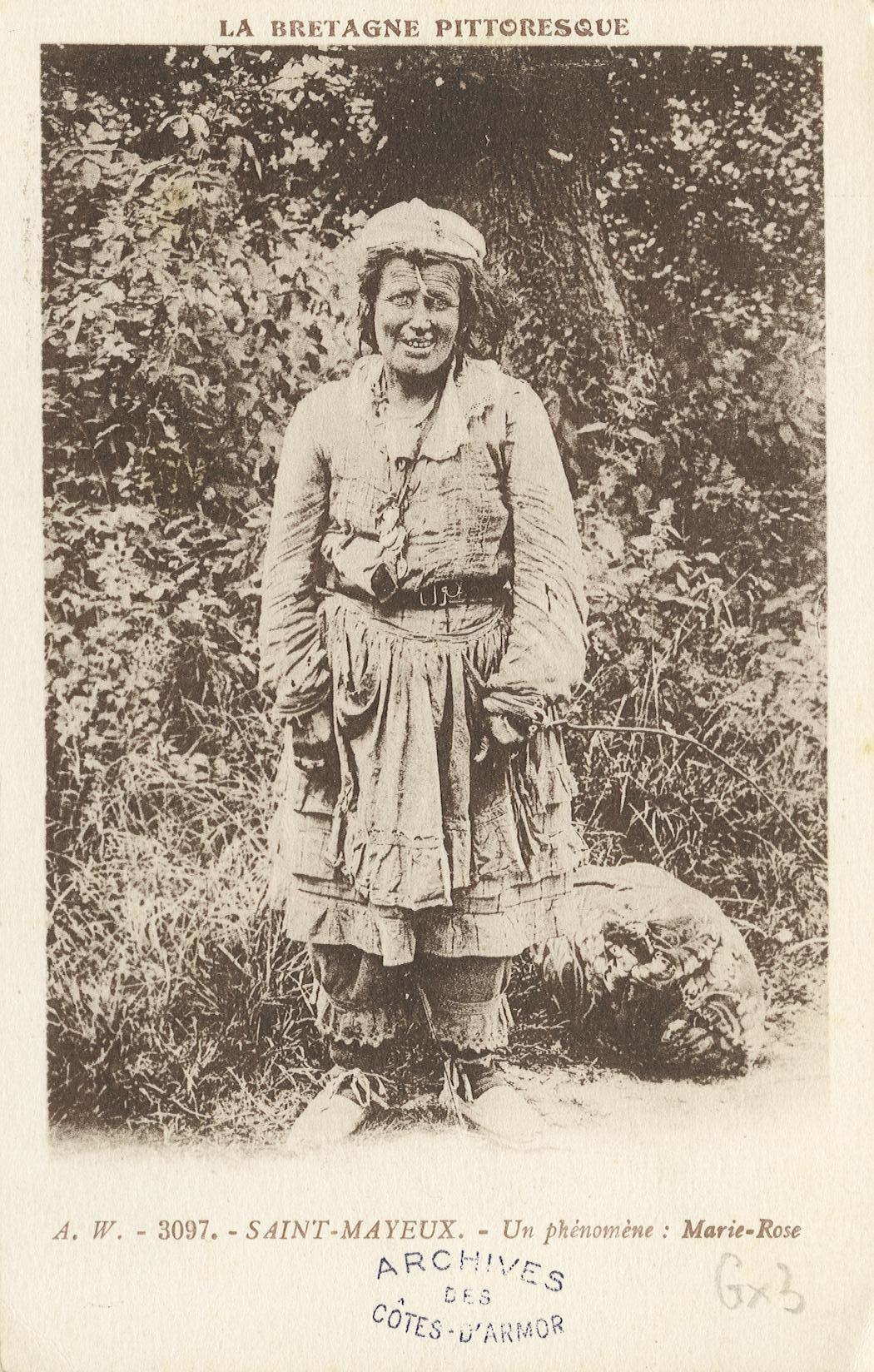
Une habitante de Saint-Mayeux vers 1910 : Marie-Rose.
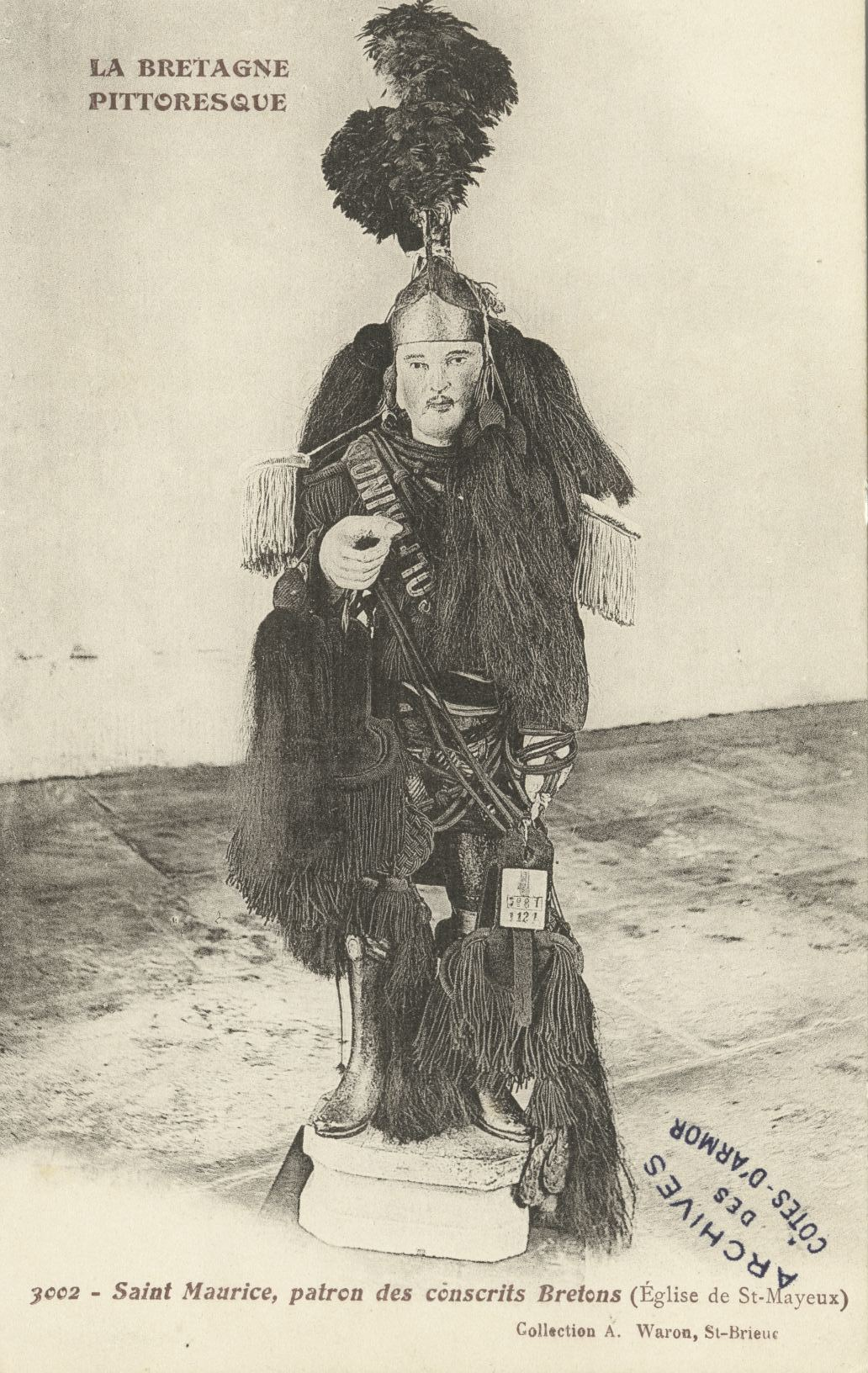
Saint-Maurice, patron des conscrits bretons (église de Saint-Mayeux, vers 1910).

#### La Première Guerre mondiale
Le monument aux morts de Saint-Mayeux porte les noms de 74 soldats morts pour la France pendant la Première Guerre mondiale.

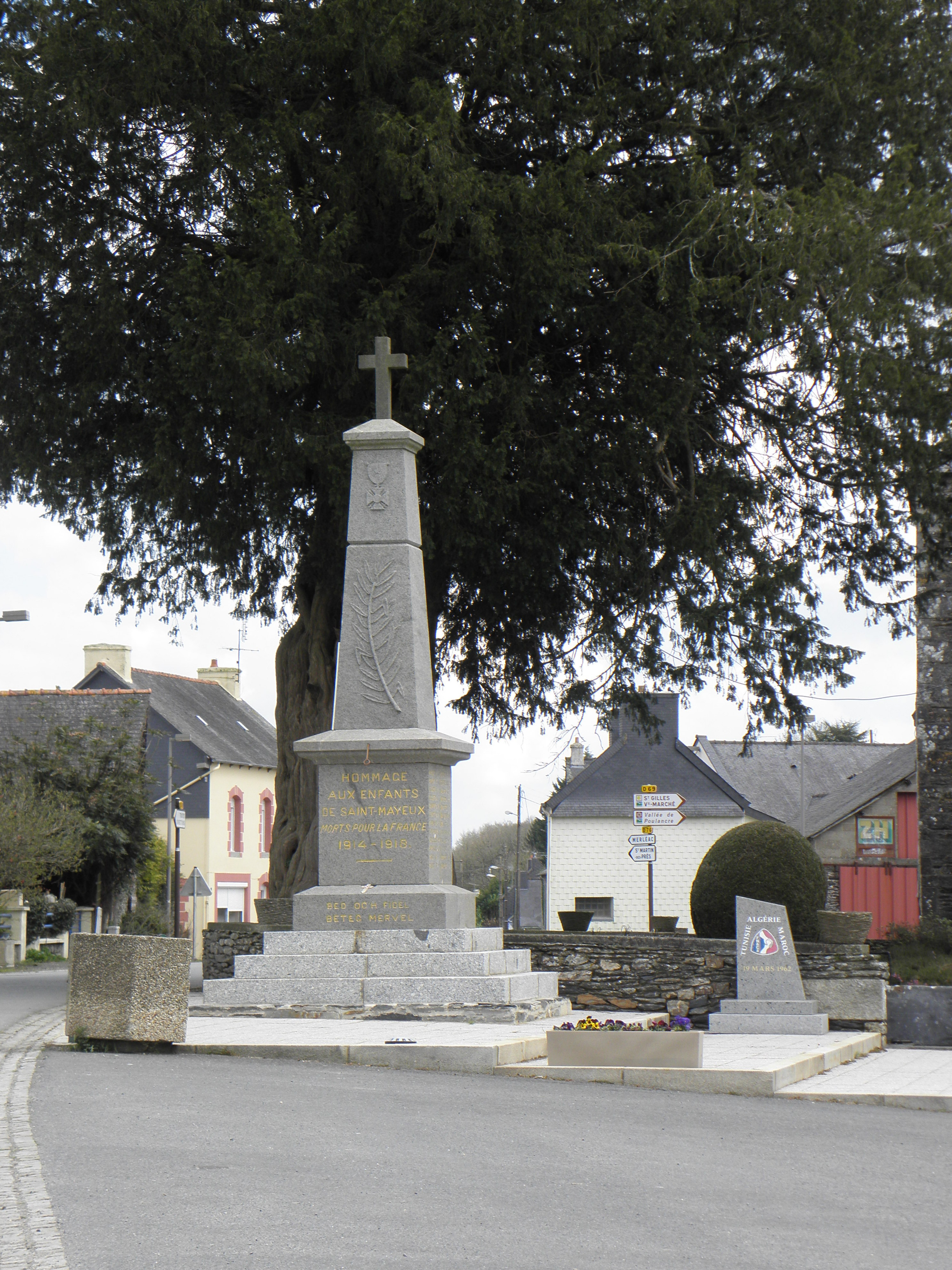
Le monument aux morts de Saint-Mayeux.

#### L'Entre-deux-guerres
Le monument aux morts porte également une inscription en breton car Saint-Mayeux était brittophone jusqu'en 1930 environ.

#### La Seconde Guerre mondiale
Lee monument aux morts de Saint-Mayeux porte les noms de 10 personnes mortes pour la France durant la Seconde Guerre mondiale.

#### L'après Seconde Guerre mondiale
Un soldat originaire de Saint-Mayeux est mort durant la guerre d'Indochine.

## Politique et administration

### Liste des maires

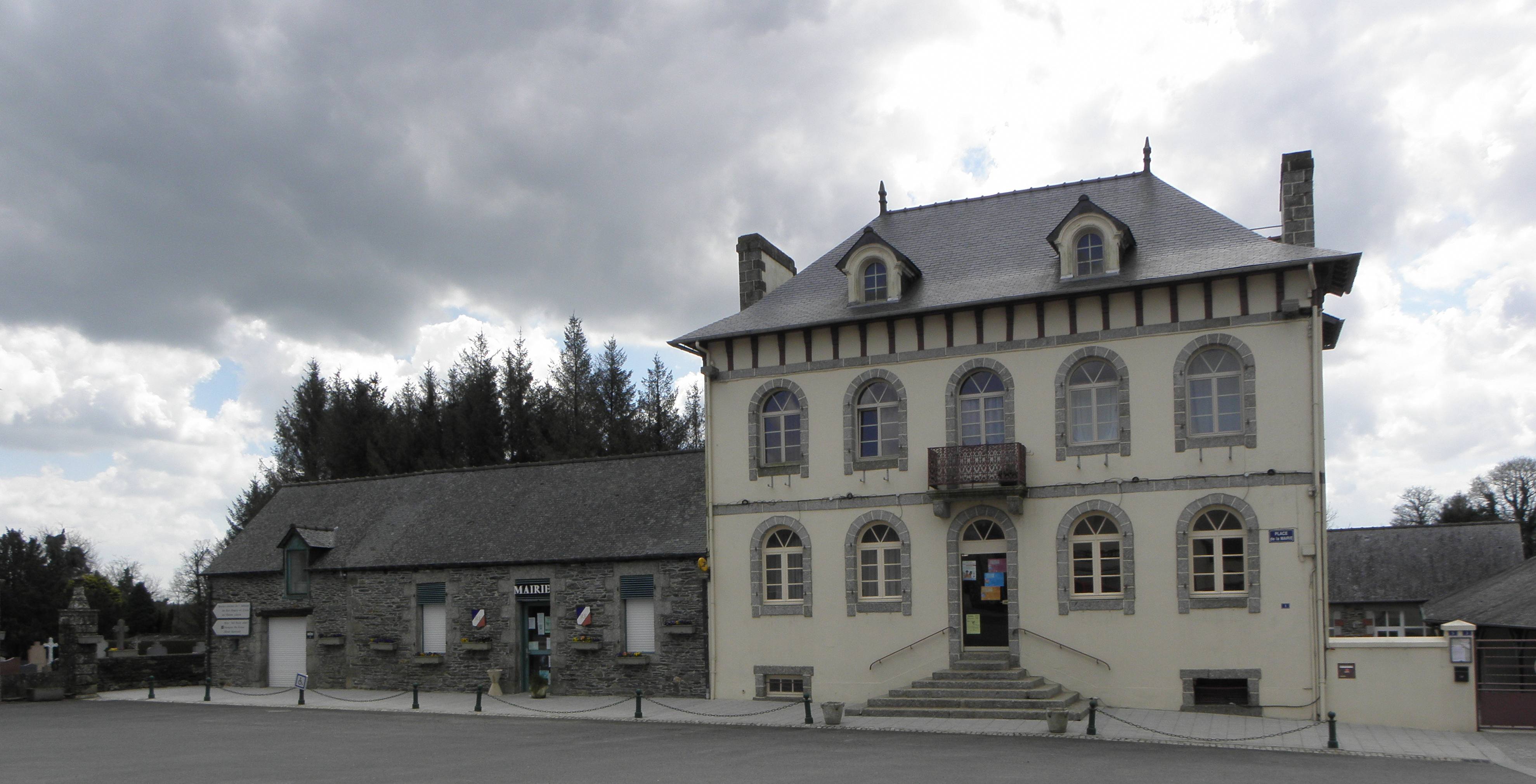
La mairie de Saint-Mayeux.

| Période                                  | Période        | Identité               | Étiquette | Qualité                                                                                                 |
| ---------------------------------------- | -------------- | ---------------------- | --------- | --- |
| 1793                                     | 1798           | Allain Raul            |           | Laboureur.                                                                                              |
| 1798                                     |                | Yves Menguy            |           | |
| 1807                                     |                | Mathurin Joseph Menguy |           | Marchand et cultivateur.                                                                                |
| 1808                                     | 1817           | Jacques Marie Menguy   |           | Notaire.                                                                                                |
| 1817                                     | 1819           | Vincent Menguy         |           | Cultivateur.                                                                                            |
| 1819                                     | 1830           | Le Flohic              |           | |
| 1830                                     | 1867           | Stanislas Menguy       |           | Notaire. Fils de Jacques Marie Menguy, maire entre 1808 et 1817.                                        |
| 1867                                     | 1878           | Mathurin Cuven         |           | Maire du 16 avril 1867 au 6 février 1878.                                                               |
| 1878                                     | 1881           | Jean-Louis Henry       |           | Notaire.                                                                                                |
| 1881                                     | 1885           | Joseph Boscher         |           | Cultivateur.                                                                                            |
| 1885                                     | 1891           | Mathurin Le Denmat     |           | Cultivateur.                                                                                            |
| 1891                                     | 1896           | Alfred Abgrall         |           | Notaire.                                                                                                |
| 1896                                     | 1897           | Jules Le Denmat        |           | Agriculteur. Célibataire. Fils de Mathurin Le Denmat, maire entre 1888 et 1891.                         |
| 1898                                     | 1904           | Victor Le Denmat       |           | |
| 1904                                     | 1922           | Eugène Cuven           |           | Propriétaire agriculteur. Député. Conseiller général. Fils de Mathurin Cuven, maire entre 1867 et 1878. |
|                                          |                |                        |           | |
| 1959                                     | 1977           | Léon Sérandour         | PSU, PS   | Agriculteur. Conseiller général                                                                         |
| 1977                                     | 2001           | Robert Chateau         | PS        | Chef d'entreprise bâtiment                                                                              |
| mars 2001                                | 3 juillet 2020 | Guy Quéré              | PS        | Agriculteur                                                                                             |
| 3 juillet 2020                           | En cours       | Gilles Hellard         |           | Agriculteur                                                                                             |
| Les données manquantes sont à compléter. |                |                        |           | |

## Population et société

### Démographie
L'évolution du nombre d'habitants est connue à travers les recensements de la population effectués dans la commune depuis 1793. Pour les communes de moins de 10 000 habitants, une enquête de recensement portant sur toute la population est réalisée tous les cinq ans, les populations de référence des années intermédiaires étant quant à elles estimées par interpolation ou extrapolation. Pour la commune, le premier recensement exhaustif entrant dans le cadre du nouveau dispositif a été réalisé en 2006.

En 2022, la commune comptait 460 habitants, en évolution de −1,92 % par rapport à 2016 (Côtes-d'Armor : +1,78 %, France hors Mayotte : +2,11 %).
| 1793  | 1800  | 1806  | 1821  | 1831  | 1836  | 1841  | 1846  | 1851  |
| ----- | ----- | ----- | ----- | ----- | ----- | ----- | ----- | ----- |
| 1 784 | 1 703 | 1 418 | 1 478 | 1 827 | 1 836 | 1 786 | 1 879 | 2 020 |

| 1856  | 1861  | 1866  | 1872  | 1876  | 1881  | 1886  | 1891  | 1896  |
| ----- | ----- | ----- | ----- | ----- | ----- | ----- | ----- | ----- |
| 1 808 | 1 633 | 1 677 | 1 641 | 1 686 | 1 606 | 1 604 | 1 617 | 1 583 |

| 1901  | 1906  | 1911  | 1921  | 1926  | 1931  | 1936  | 1946  | 1954 |
| ----- | ----- | ----- | ----- | ----- | ----- | ----- | ----- | ---- |
| 1 568 | 1 532 | 1 434 | 1 416 | 1 303 | 1 274 | 1 185 | 1 123 | 921  |

| 1962 | 1968 | 1975 | 1982 | 1990 | 1999 | 2006 | 2011 | 2016 |
| ---- | ---- | ---- | ---- | ---- | ---- | ---- | ---- | ---- |
| 909  | 874  | 773  | 664  | 539  | 484  | 519  | 502  | 469  |

| 2021 | 2022 | - | - | - | - | - | - | - |
| ---- | ---- | - | - | - | - | - | - | - |
| 463  | 460  | - | - | - | - | - | - | - |

Saint-Mayeux a perdu 76 % de sa population entre 1851 et 1999, passant de 2 020 à 493 habitants entre ces deux dates.

### Enseignement
En 1990 les deux communes de Plussulien et Saint-Mayeux ont mis en place un Regroupement pédagogique intercommunal (RPI) avec deux classes à Plussulien (école primaire) et une ä Saint-Mayeux (maternelle) ; la suppression d'une classe de l'école primaire (désormais une seule classe avec les cinq niveaux) à la rentrée 2024  a été décidée en dépit de la mobilisation des parents d'élèves et des élus (démission du maire de Plussulien, Gilles Thomas, et de six conseillers municipaux, en septembre 2024)

### Langue bretonne
L’adhésion à la charte Ya d’ar brezhoneg a été votée par le Conseil municipal le 18 novembre 2014.
Des éléments du parler local sont disponibles ici :
http://academia-celtica.niceboard.com/t2314-saint-mayeux-br-sant-vaeg-br-local-zan-veg

## Entreprises et commerces

### Lieux et monuments
- L'église paroissiale Saint-Mayeux ; le clocher de l'église, reconstruit en 1808 après l'effondrement survenu en 1806, est une récupération de celui de l'abbaye de Bon-Repos ; l'église a été reconstruite en 1835[32].

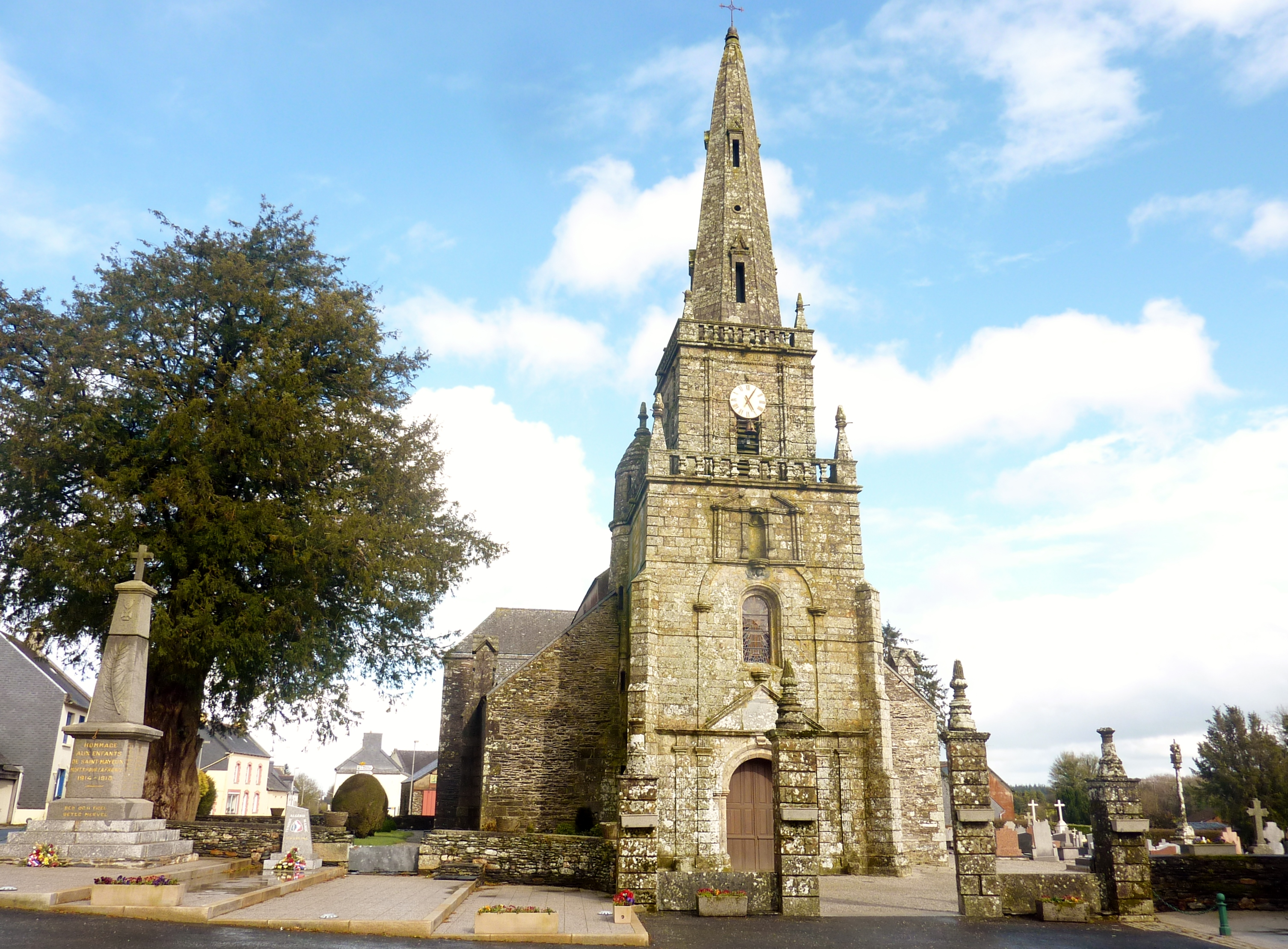
L'église paroissiale Saint-Mayeux, vue extérieure d'ensemble.
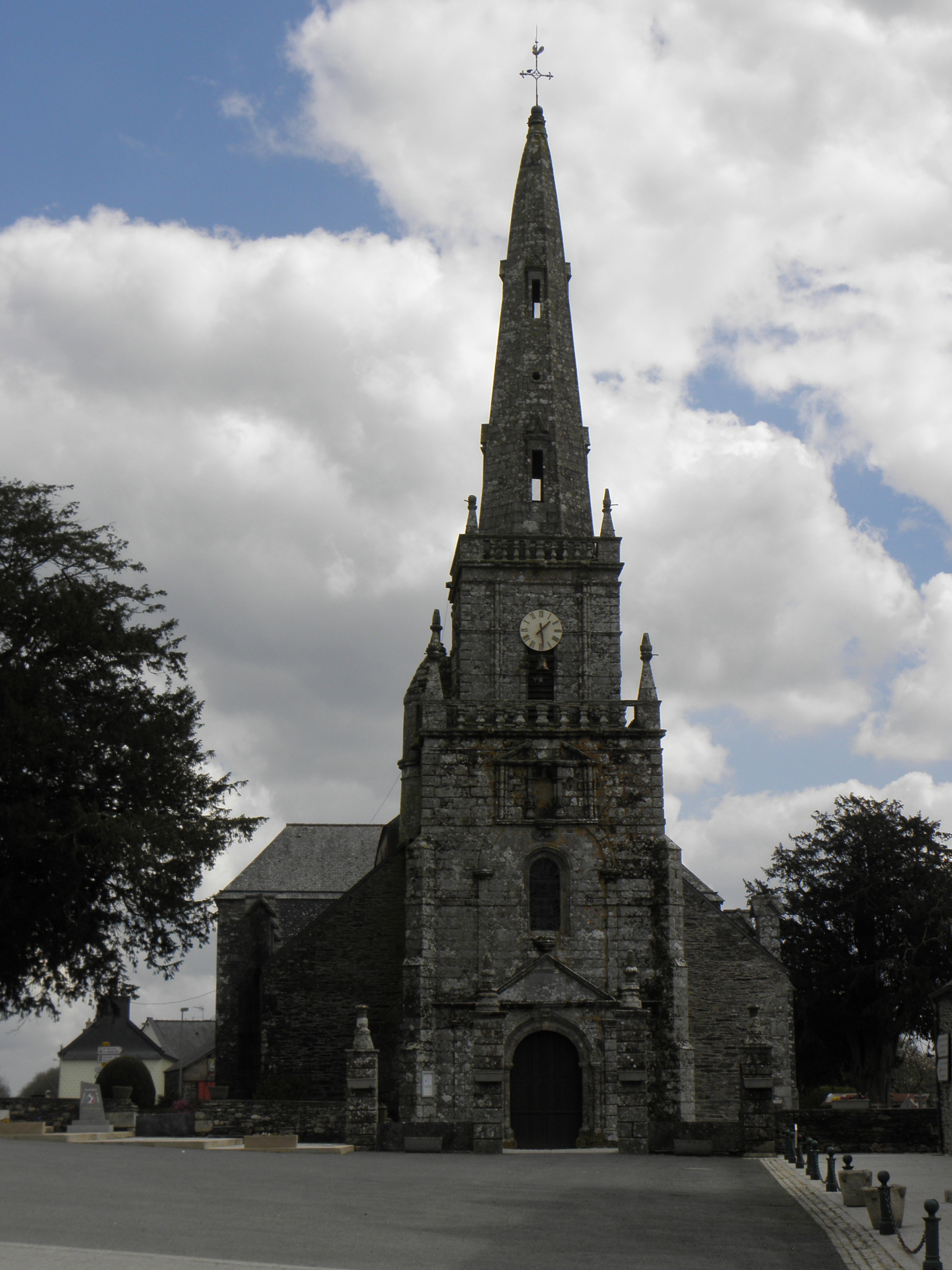
Clocher de l'église paroissiale.
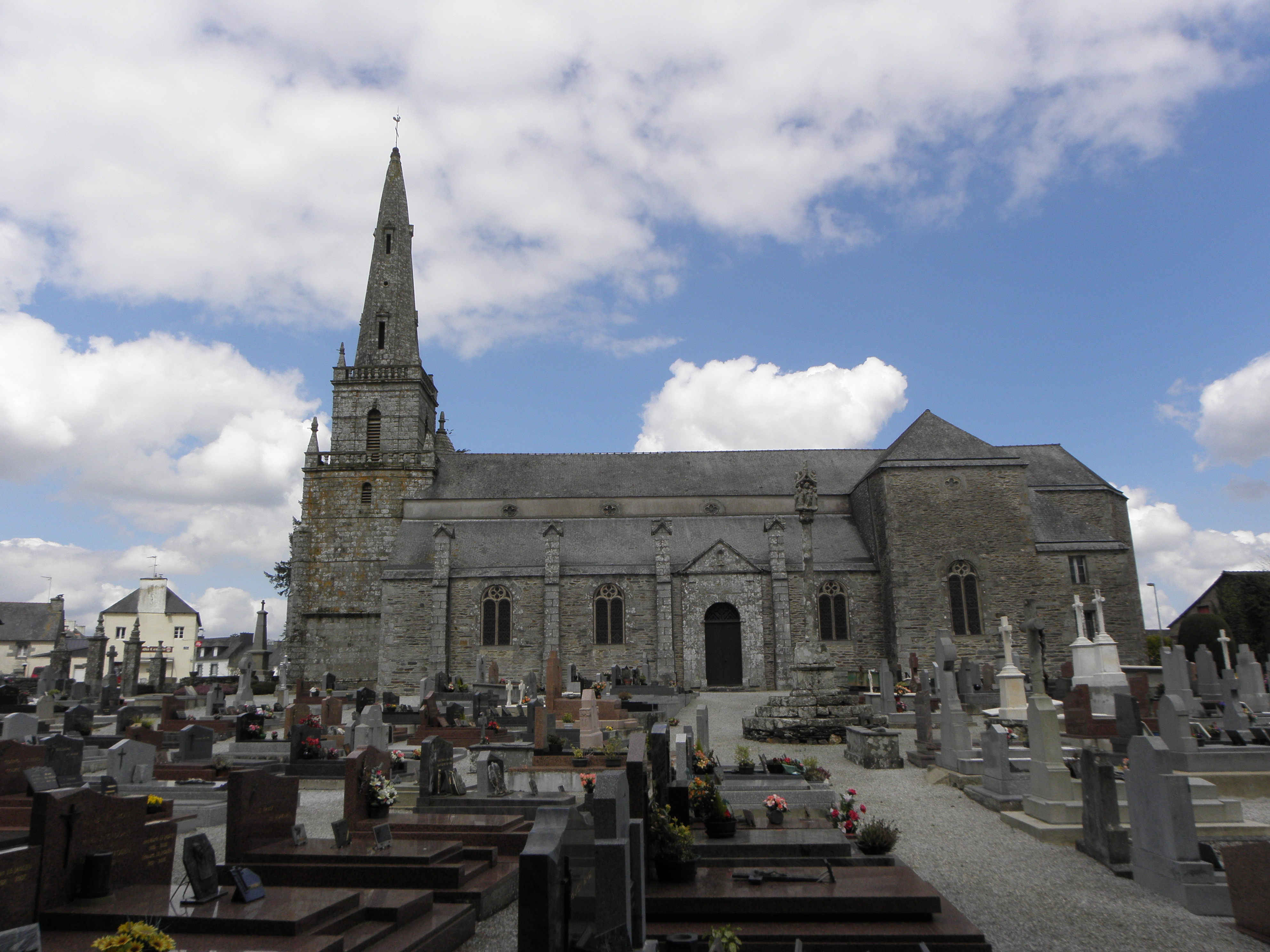
Saint-Mayeux : vue méridionale de l'église et de la croix de cimetière.
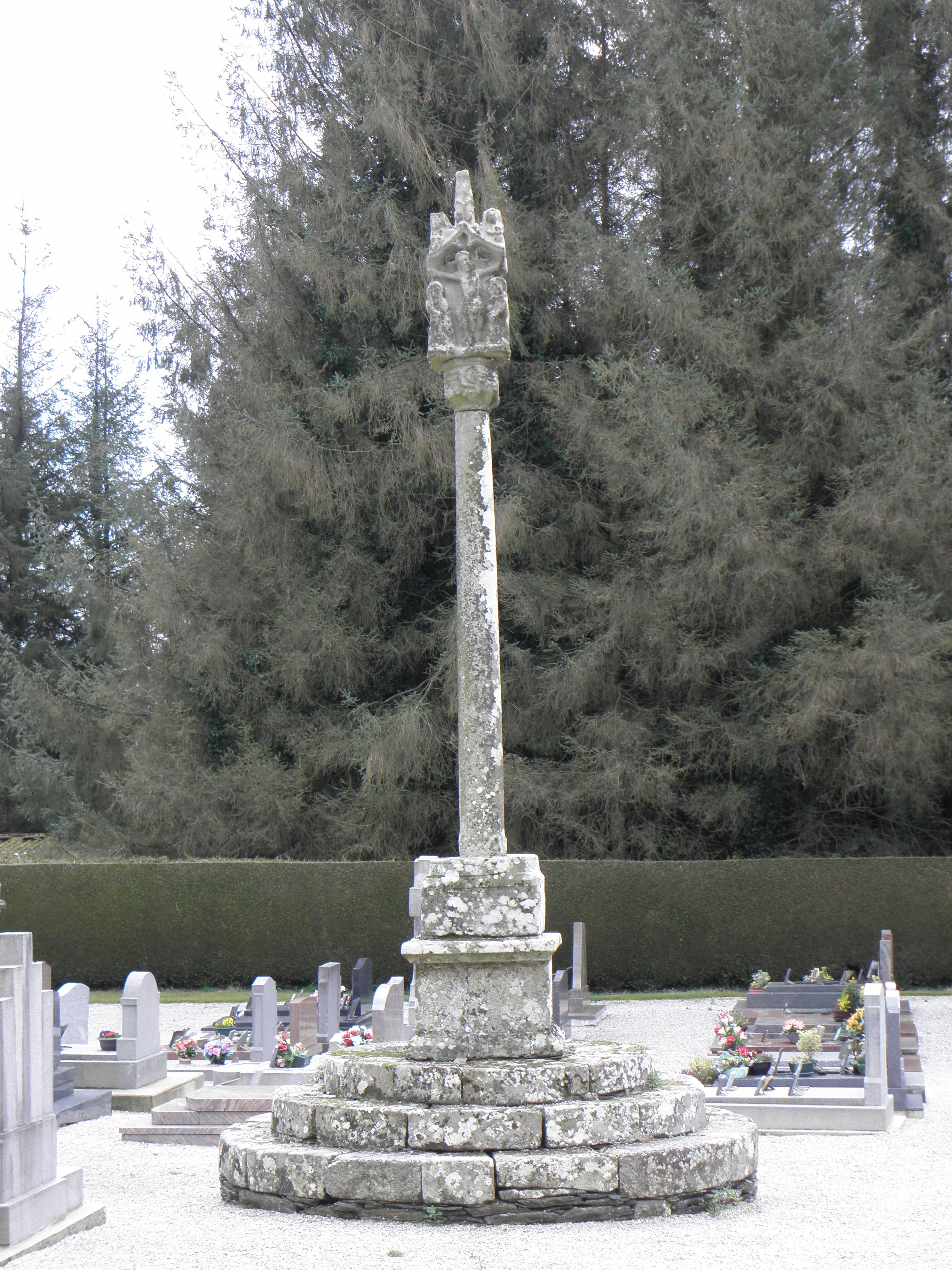
Croix de cimetière de Saint-Mayeux.

- La chapelle Saint-Maurice (en forme de croix latine, elle date du XIVe siècle, mais a été restaurée au XVIIe siècle) , son retable classé monument historique et sa fontaine miraculeuse[32].

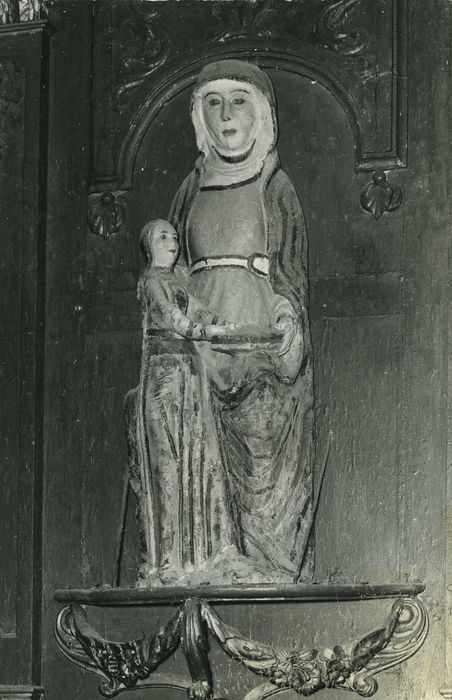
Chapelle Saint-Maurice : groupe statuaire de sainte Anne et Marie.

- La chapelle de la Trinité à Bel-Air (dite aussi chapelle Saint-Lubin ou chapelle Saint-Léon-du-Bois ; elle date du début du XIXe siècle[32].

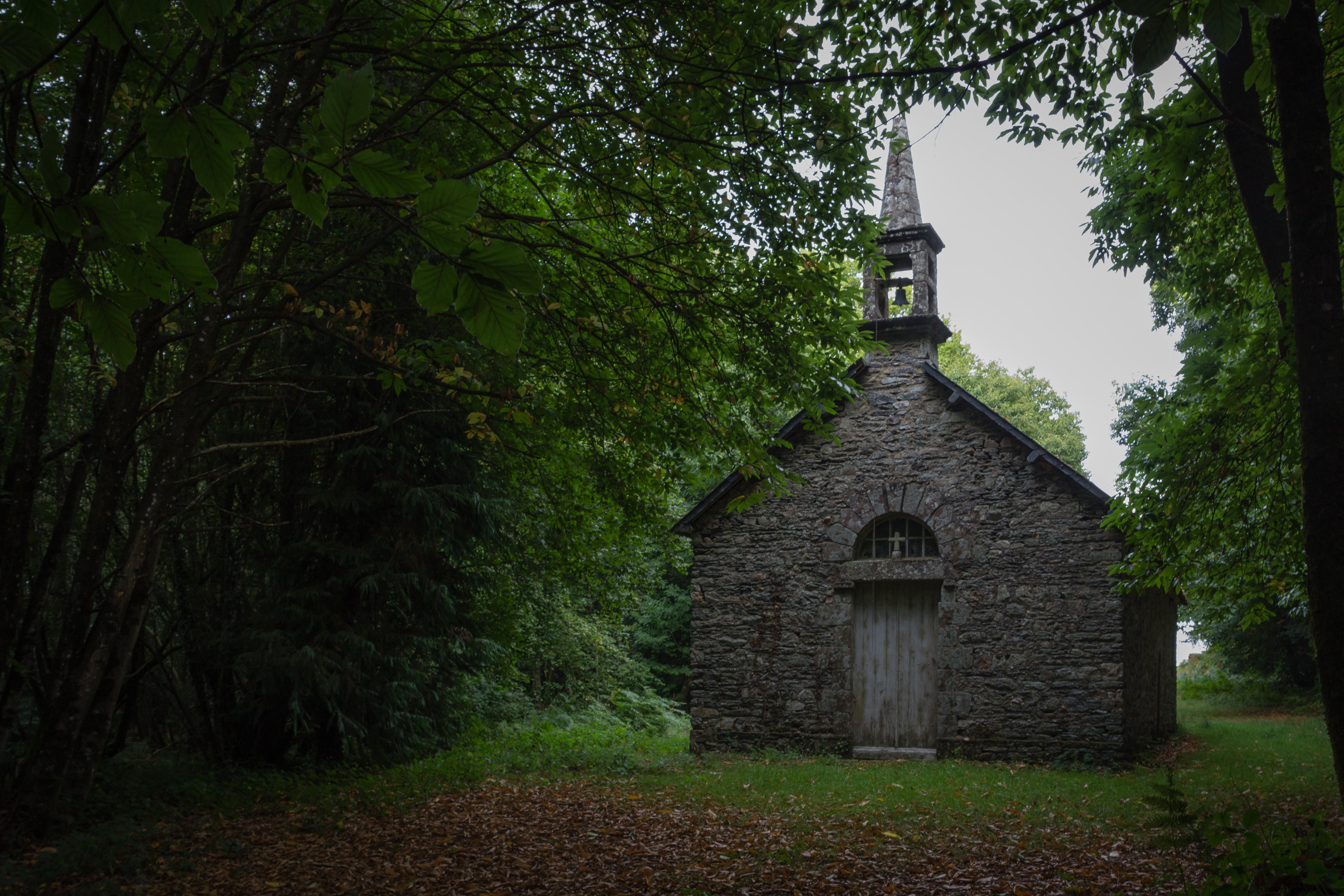
Chapelle de la Trinité.

- Le Roch ar lin, avec le bélvédère chargé d'histoire et de légendes, dont la célèbre chaire à escalier[33] et ses menhirs.
- Des menhirs, le Mein ar c'has (la Pierre du chat), le Roch al lein (le Rocher du sommet).

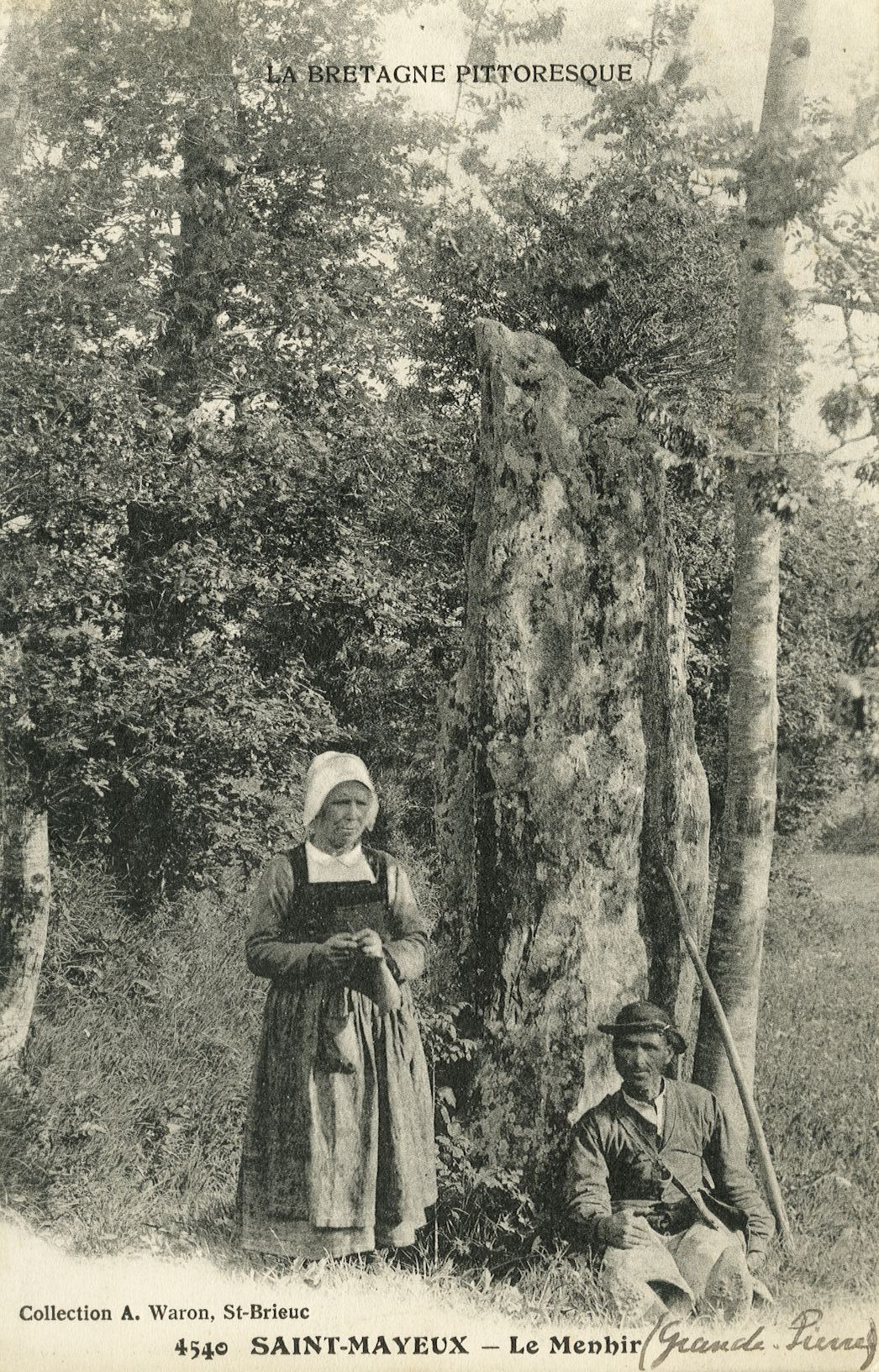
Un des menhirs de Saint-Mayeux (carte postale, vers 1910).

- Le Tombeau du Gaulois (une allée couverte).

### Personnalités liées à la commune
- Jules-Charles Le Bozec (1898-1973), sculpteur.
- Eugène Cuven, agriculteur et homme politique, né à Saint-Mayeux.
- André Pochon, né à Saint-Mayeux.